# Vol.1 (Dead Combo)
Vol.1 é o primeiro álbum da banda portuguesa Dead Combo. Foi considerado em 2009, numa eleição da revista Blitz, como um dos melhores 25 álbuns da música portuguesa nas ultimas quatro décadas. Conta com convidados especiais Zé Pedro e Gui (Xutos & Pontapés), Nuno Rebelo, Sérgio Nascimento, Sérgio Costa e Johannef Krieger.

## Descrição do álbum
O álbum de estreia da dupla Dead Combo, formada pelo guitarrista Tó Trips e contrabaixista Pedro Gonçalves, embarcou numa aventura inovadora em formato instrumental e atingiu estatuto de culto. Meninos dos olhos da crítica nacional, os Dead Combo começaram também logo a passar fronteiras, com Charlie Gillett, radialista britânico e uma das vozes mais influentes na apologia da world music, a eleger Vol. 1 um dos melhores álbuns de 2004.

## Faixas
1. Janela (Mediterrânica)
2. Mujitos Summer
3. Pacheco
4. Eléctrica Cadente
5. Polaroid Omelete e os Três Miseráveis Saxes Barítonos
6. Ribot
7. Rumbero
8. Rua das Chagas
9. Tejo Walking
10. Um Homem Atravessa Lisboa na sua Querida Bicicleta
11. Me and My Friend Moonquake
12. Viúva Negra #1
13. Radiot
14. Aos Zig’s Zag’s
15. Fiji Dream
16. Cacto
17. Eléctrica Cadente (Versão Orquestra)

## Créditos
- Tó Trips - (Guitarras),
- Pedro V. Gonçalves - (Contrabaixo, Kazoo, Melódica e Guitarras),

## Ligações Externas
- Site Oficial
- Blitz.pt